# Biały Dunajec
Pour la gmina, voir Biały Dunajec (gmina).
Biały Dunajec (prononciation : [ˈbjawɨ duˈnajɛt͡s]), également connu sous le nom slovaque de Biely Dunajec, est un village de Pologne, situé dans la gmina de Biały Dunajec, dans le Powiat des Tatras, dans la Voïvodie de Petite-Pologne dans le Sud de la Pologne.